# レーニン廟
レーニン廟（レーニンびょう、ロシア語: Мавзолей Ленина, ラテン文字転写: Mavzoley Lenina）は、ロシア連邦モスクワ市中心部の赤の広場にあるウラジーミル・レーニンの霊廟である。

## 概要
1924年1月21日にレーニンが死去すると、1月27日の葬儀までに、赤の広場のクレムリンの壁の前にアレクセイ・シューセフの設計による廟が急造された。葬儀当日、レーニンの棺はこの廟の内部に安置され、葬儀の終了後もその場で展示された。その後の6週間で10万人以上の人々が棺を見るために廟を訪れた。当初、レーニンの遺体は最終的に埋葬される予定であったが、共産党上層部は方針を転換し、遺体に保存処理（エンバーミング）を施した上で、恒久的に展示することを決定した。1924年5月までに、赤の広場には以前のものよりも大規模かつ精巧な、シューセフの設計による木造の霊廟が建設された。エンバーミングを経た遺体は新しい霊廟に展示され、1924年8月から一般公開された。1930年にはより恒常的な施設として、現在の花崗岩造の霊廟が建設された。
赤の広場で行われる国家的行事に際しては、ソビエト連邦共産党・政府の首脳はレーニン廟のひな壇から観閲し、演説を行うのが慣例となっていた。レーニン廟に並ぶ指導者の顔ぶれや序列は、西側諸国のジャーナリスト・研究者にとって、ソ連指導部の動向を知る手がかりの一つであった（クレムリノロジー）。

## 沿革

### レーニンの死

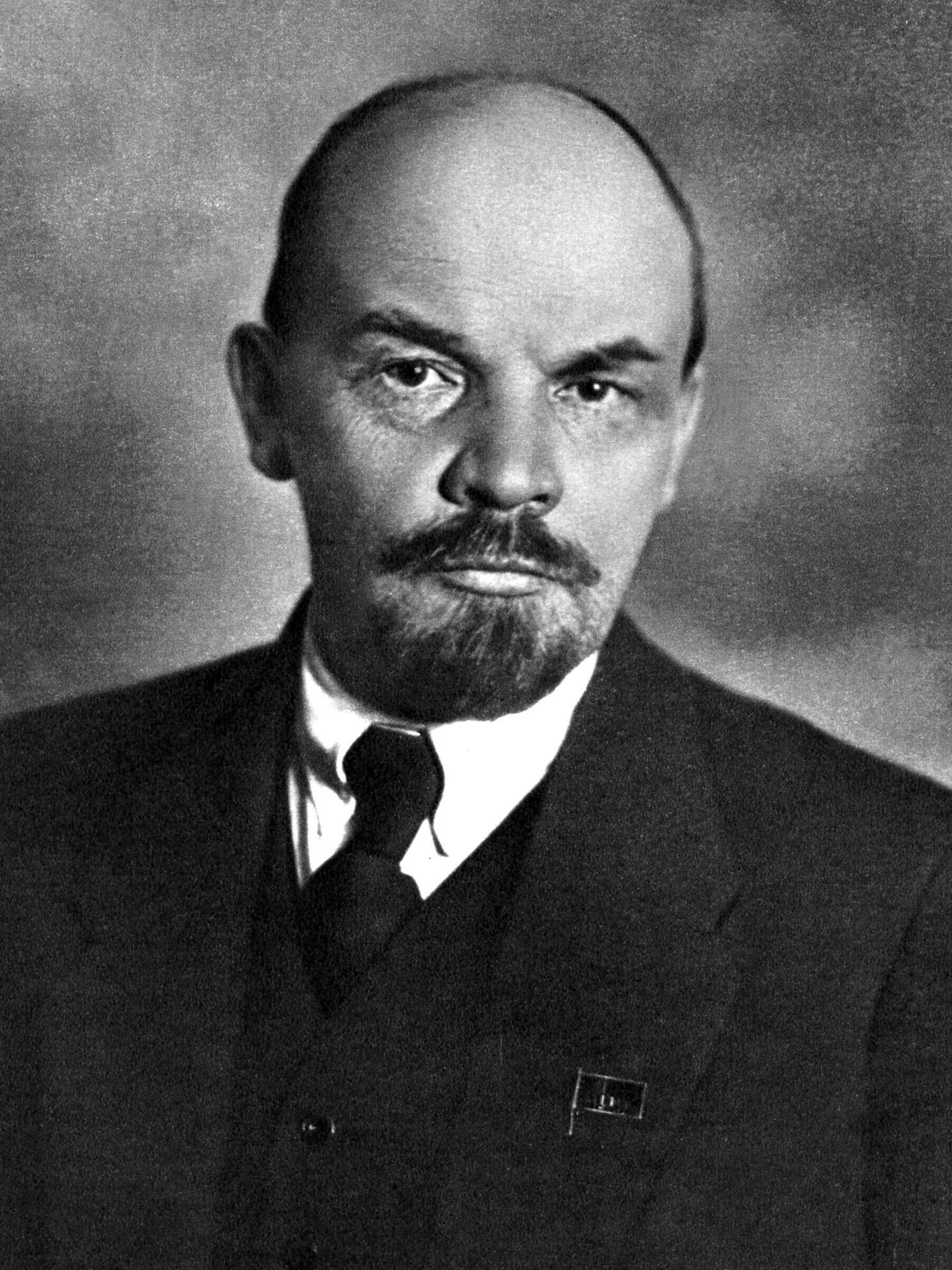
ウラジーミル・レーニン

1924年1月21日、ボリシェヴィキを率いてソビエト連邦を建国したウラジーミル・レーニンが脳出血により死去した。レーニンはこれ以前にも脳出血に見舞われており、4回目の脳出血により死去した。ソ連政府はレーニンの死因を「血管の不治の病」と記録した。指導部の1人であったニコライ・ブハーリンはレーニンの最期を見届けた1人でもある。

### 防腐処理の決定
レーニンの遺体の保存を聖人の遺体にように展示するという計画をヨシフ・スターリンとフェリックス・ジェルジンスキーが推進した。ジェルジンスキーはカトリック僧職の教育を受けており、偉大なレーニンを皇帝のように遺体を保存処置しようといい、神学校生だったスターリンも「レーニンが生きていることを示さなければならない」といった。スターリンなどの指導部は以前から遺体の今後に頭を悩ませており、スターリンはレーニンの遺体に防腐処理を施すという地方の同志による案を指導部による会議で発表した。
カーメネフやブハーリンは仰天し、トロツキーは中世の宗教祭儀のようだと批判したが、決定は下された。
レーニンの妻であるナデジダ・クルプスカヤ(ナージャ)やレーニンの妹ら遺族は反対したがとめることはできなかった。ナージャは機関紙「プラウダ」で、「悲しみを、レーニンの人格への悲壮な崇拝に費やさないでください。レーニンへの華美な追悼式典を準備しないでください、彼はそれを苦しく感じる、我が国にはまだ貧困と混乱がある」と抗議して訴えた。

### 霊廟の建造

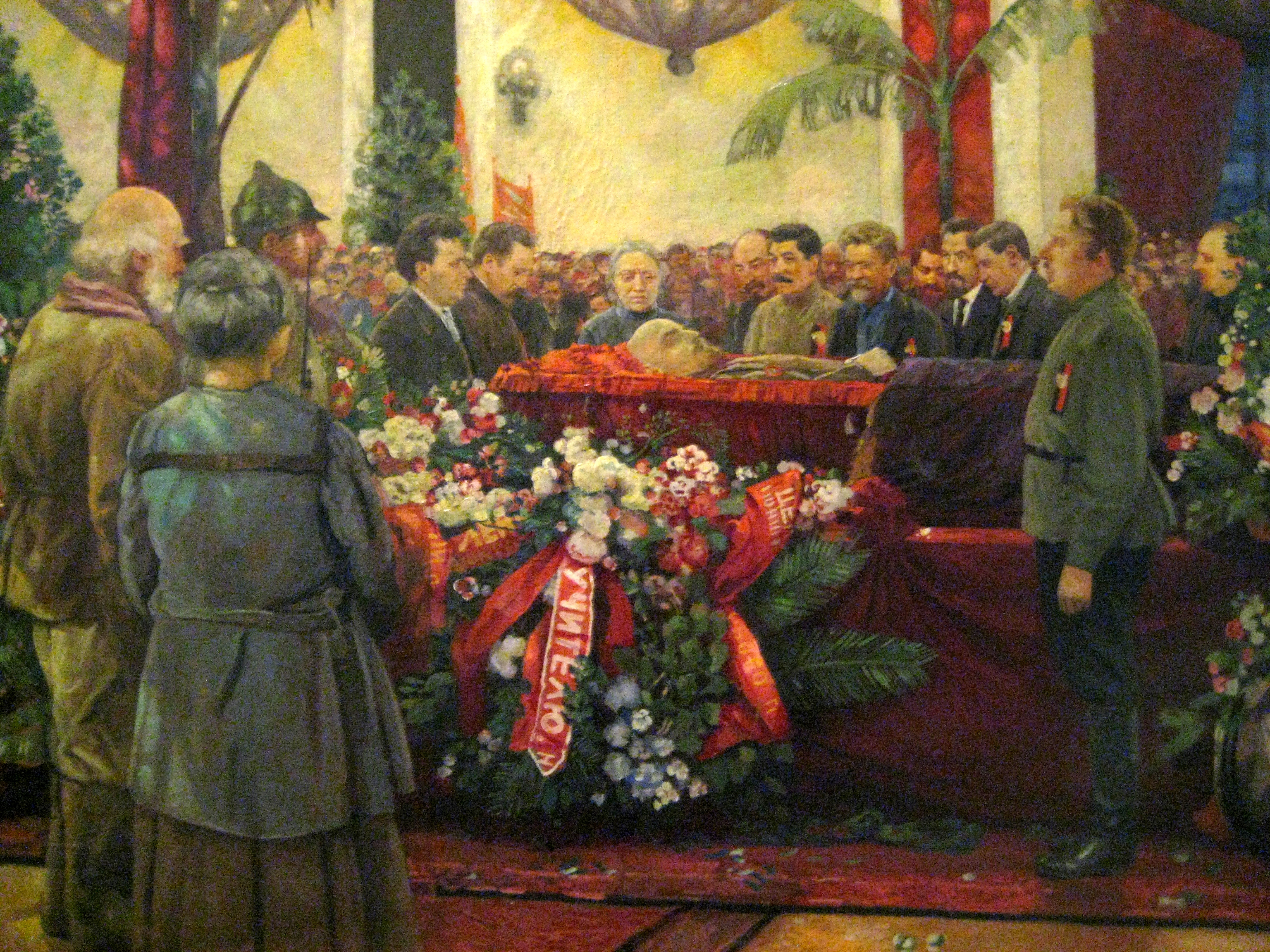
葬儀の様子を描いた作品（イサーク・ブロツキー作）

レーニンの死から2日後の1月23日、レーニンの遺体は専用の列車でゴールキの邸宅からモスクワへ輸送された。モスクワ到着後レーニンの遺体は団結の家に3日間安置され、27日には赤の広場中央に造られた霊廟に移動された。霊廟の設計はソ連の著名な建築家であるアレクセイ・シューセフであり、後に造られる新たな木造霊廟、そして石造霊廟の設計も担当した。

### 不滅化委員会
1924年2月26日、不滅化委員会が発足した。

### レーニン崇拝
レーニンは現世の聖人であると宣言され、レーニン崇拝は人民の義務となった。レーニンの後継者たちはレーニンの業績が自分たちの統治を正当化すると信じた。
レーニン廟は国際主義、世界共産主義の象徴となった。

### 遺体の腐敗

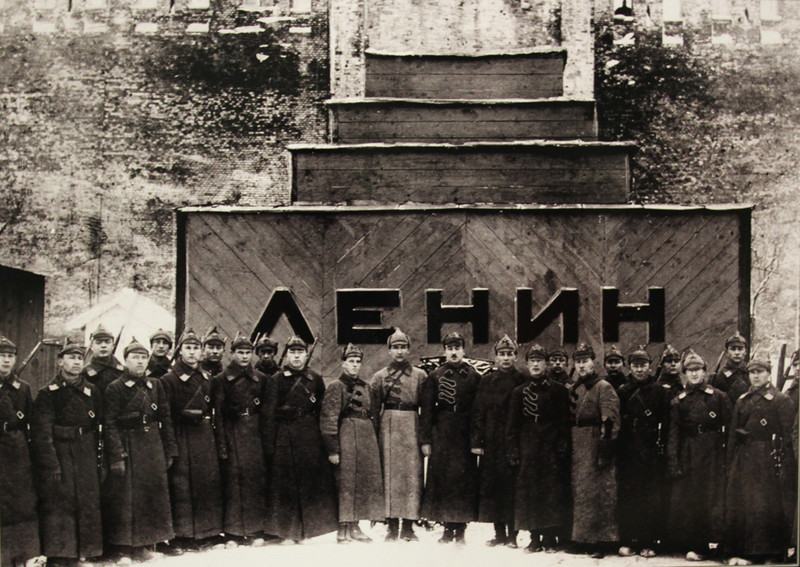
仮設霊廟

当初遺体の防腐処置は6日間だったが、スターリンら葬儀委員会は40日間延長を命じた。ロシア正教ではしばしば遺体のそばで40日祈りが唱えられる慣わしがあった。
防腐処理を施されたレーニンの遺体であったが、数ヶ月後には肌が黒ずむなどの腐敗が進行した。そこで指導部はレーニン遺体保存研究所の設置を決定し、霊廟に実験室を作るよう命じた。科学者による薬剤の投与などにより遺体の腐敗は止まり、7月にはソビエト連邦中央執行委員会が公式的に遺体の防腐処理が成功したと発表した。

### レーニンの脳の保存
レーニンの脳も保存された。レーニンの脳の研究には10年以上が費やされ、サッシコフ報告ではレーニンの脳は例外的に高い組成水準をもっているとされたが、この報告はソ連崩壊まで極秘にされた。極秘にされた理由は不明だが、そこにはレーニンの脳が1340gだったことが記されていた。男性の平均は1300-1400gで、ツルゲーネフの脳が2kgあったことを考えると、レーニンの脳は普通の重さで、レーニンの脳が平均的だったという事実はソ連にとって不都合な事実だったのかもしれないとセベスチェンは指摘する。

### 「レーニン・スターリン廟」から英雄墓域へ
1953年にヨシフ・スターリンが死去するとその遺体も保存処理が施されレーニンと並んで安置され、廟の名称も「レーニン・スターリン廟（Мавзолей Ленина-Сталина）」に改められた。
しかし、1961年の「第二次スターリン批判」に伴ってスターリンの遺体は撤去されて廟の名称も再びレーニン廟に戻され、クレムリンの壁とレーニン廟の間にある英雄墓域に埋葬された。スターリン以後のソ連最高指導者のうち、在職のまま死去したレオニード・ブレジネフ、ユーリ・アンドロポフ、コンスタンティン・チェルネンコの3名もこの墓域に埋葬されている。

## ソ連崩壊以降
ソビエト連邦解体後、何度も廟の撤去案が持ち上がっているが、その都度多くの反対に合い、撤去されないまま現在にいたっている。撤去案を支持する主張は政府がレーニン廟への財政的支援を打ち切り、個人の寄付でレーニンの遺体の保存を担当するスタッフを支えるというものである。
2011年1月にロシアの政権与党である統一ロシアがレーニン廟撤去の賛否投票を行えるサイト（外部リンク参照）を立ち上げた。2012年12月に大統領のウラジーミル・プーチンは撤去反対派のロシア連邦共産党と軌を一にしてレーニンを聖遺物に準えて保存を主張して、東方正教会の一部から批判を受けた。
2011年プーチンは崩壊の危機にさらされていたレーニン廟修理への巨額支出を認めた。レーニン信仰は生きており、そのメッセージは、ロシアは圧倒的で情け容赦ない独裁的指導者であるヴォシチ（ボス）を必要としているという意味だとハンガリーの歴史家セベスチェンは指摘する。
2016年、ロシア政府は遺体の保存を継続する事を決定し、遺体の保存のために1300万ルーブルを費やす事を計画した。2018年RIAノーボスチはウラジーミル・ペトロフがレーニンの遺体をレーニン廟から撤去する事についての問題を調査するための特別委員会の設置を提案したと報じた。ウラジーミル・ペトロフはレニングラード州議会議員である。ペトロフはレーニンの遺体を人工の樹脂でできたコピーに取り替える事に賛成している。共産党員であるドミトリー・ノヴィコブはペトロフの提案に強く反対している。
2024年1月に発表された政府系の全ロシア世論調査センターでは、ロシア国民の57%がレーニンの遺体の埋葬を支持し、「レーニン廟に残す」は33%だった。

## 構造

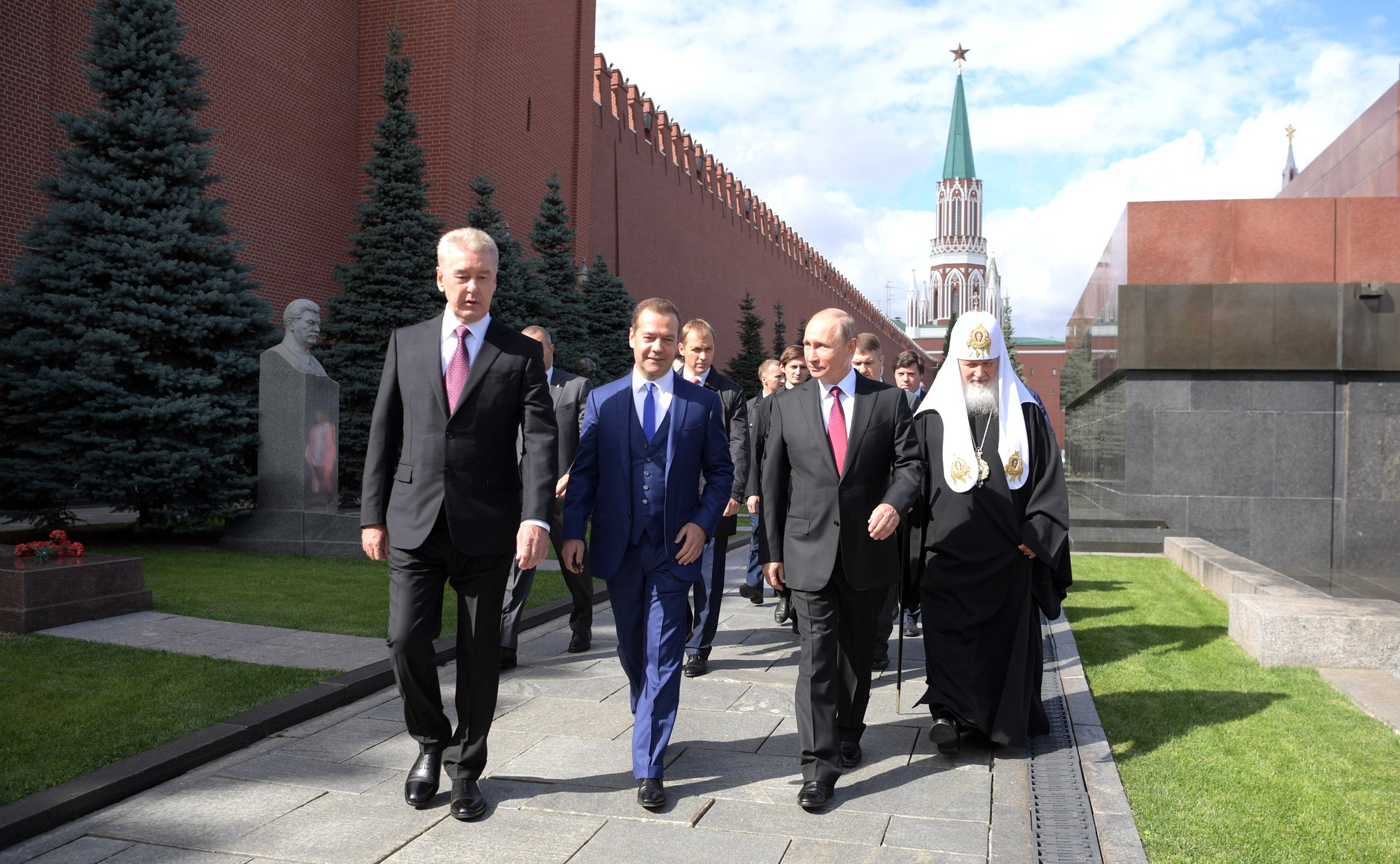
モスクワ成立870周年記念イベントにてレーニン廟後方を歩くプーチン大統領らロシア政府幹部（2017年）

構造は、ジェセル王の階段ピラミッドや大キュロスの墓のような古代の霊廟からのいくつかの要素を参考にしている。
ソ連時代にはレーニン廟に付いているパレード専用の観覧席が政府幹部のパレード観覧に使われた。この観覧席はソ連崩壊後、1996年まで使われたが、1997年以降は廟の前に仮設のひな壇が設置され、観覧席としての役目は終えている。
1983年には廟の後ろにエスカレーターが付けられており、現存している。このエスカレーターは1983年、ブレジネフら高齢化した政府幹部を霊廟の観覧席まで送るために作られたが、1982年にブレジネフが死去したことにより、ブレジネフが使うことはなかった。アンドロポフ以降、1995年までこのエスカレーターが政府幹部を霊廟観覧席まで運ぶために使われた（1996年は、政府幹部は霊廟正面の階段から観覧席に行ったため、エスカレーターは使われていない）。ロシア政府は、2012年に行われた改装工事の第二段階として、このエスカレーターの撤去を行うと発表しているが、2022年現在エスカレーターは撤去されていない。
レーニンの遺体の安置室まで続く階段はラブラドル長石で作られ、非常に暗い。安置室は正方形で、上に照明がある。

## 軍事パレード
ソ連時代に開催されたパレードと90年代ロシアの2回のパレードでは、レーニン廟は政府高官の観覧席となった。この観覧席が最初に使われたのは1937年メーデーパレードで、最後に使われたのがソ連崩壊後の1996年に開催された対独戦勝51周年記念パレードである。この霊廟は時代によって登壇場所が異なり、1983年5月のメーデーパレード以前は霊廟正面の左右に設置された付属の階段から登壇したが、1983年11月の10月革命66周年記念パレード以降は霊廟背後に付けられたエスカレーターを登り、82年以前は通路ではなかった所を通り、広場の左側にいる観客に手を振った。しかし、1996年のパレードでは霊廟こそは使われたが、エスカレーターは使用されてない。

## 改修
2012年12月末には、著しく老朽化が進んだレーニン廟の本格的改修を行うことが決定し、2013年4月まで改修工事が行われた。
1993年10月6日まではレーニン廟の入口にも衛兵が立っており、クレムリンの鐘の音に合わせて1時間毎に交代をしていたが、現在ではそういった光景は無くなっており見ることが出来ない。

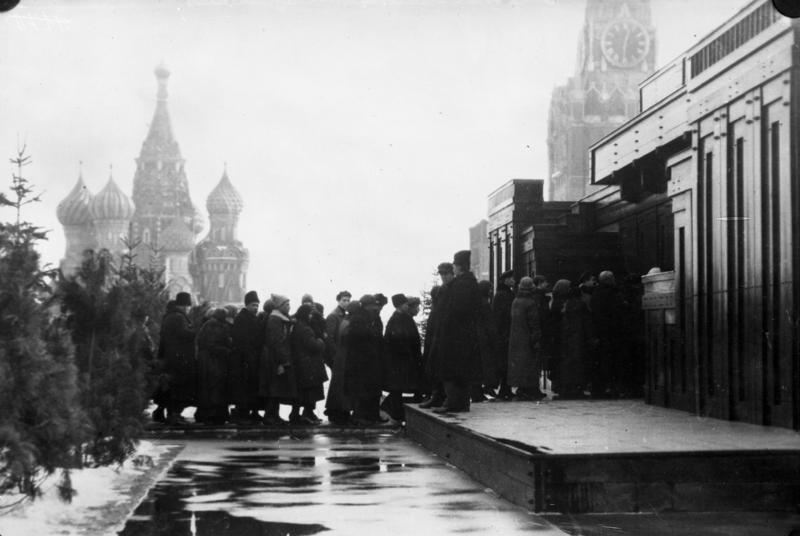
1924年5月に完成した初代の木造のレーニン廟[1]を訪れるソ連市民、1925年。
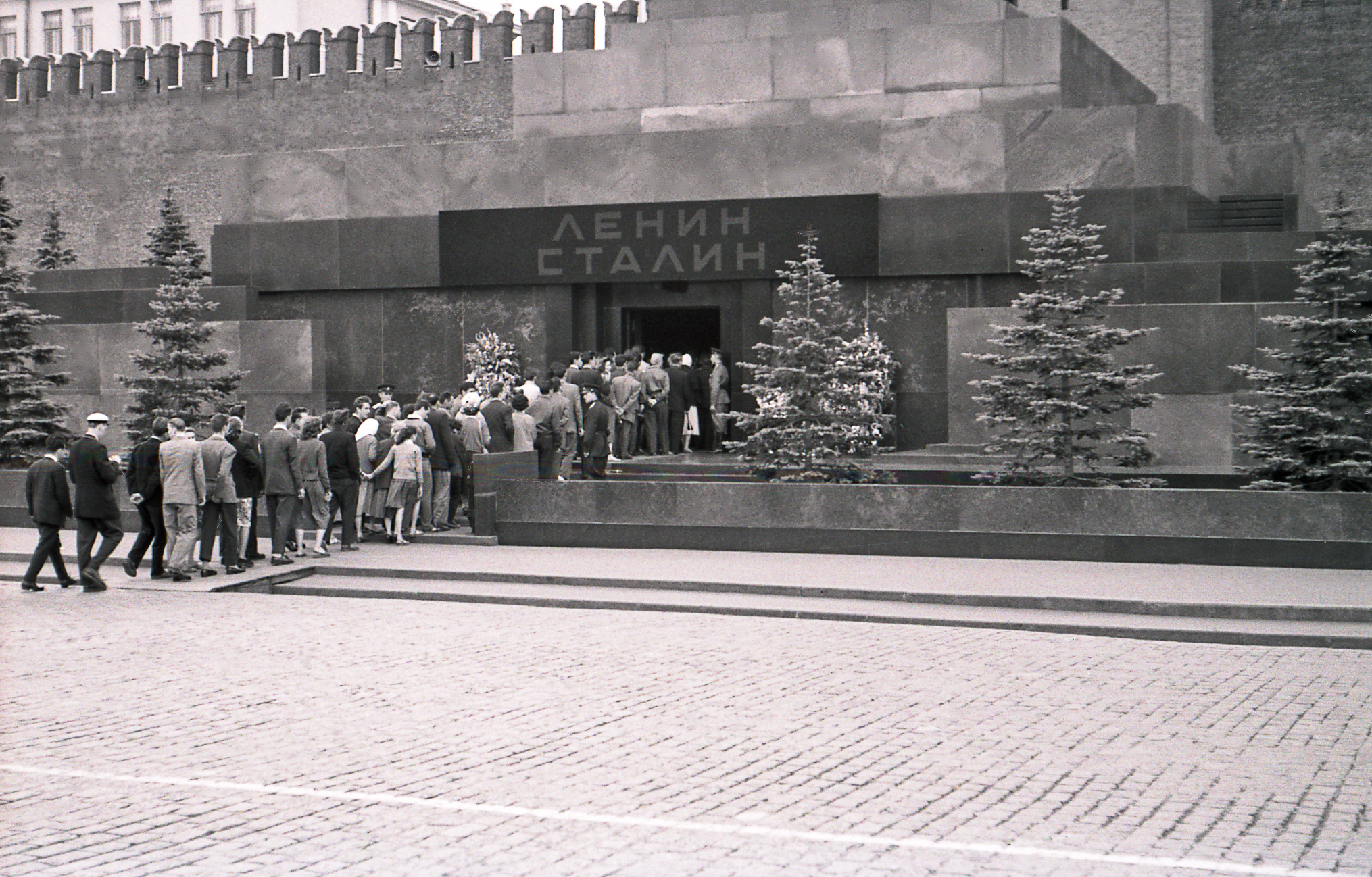
「レーニン・スターリン廟」時代の1957年。
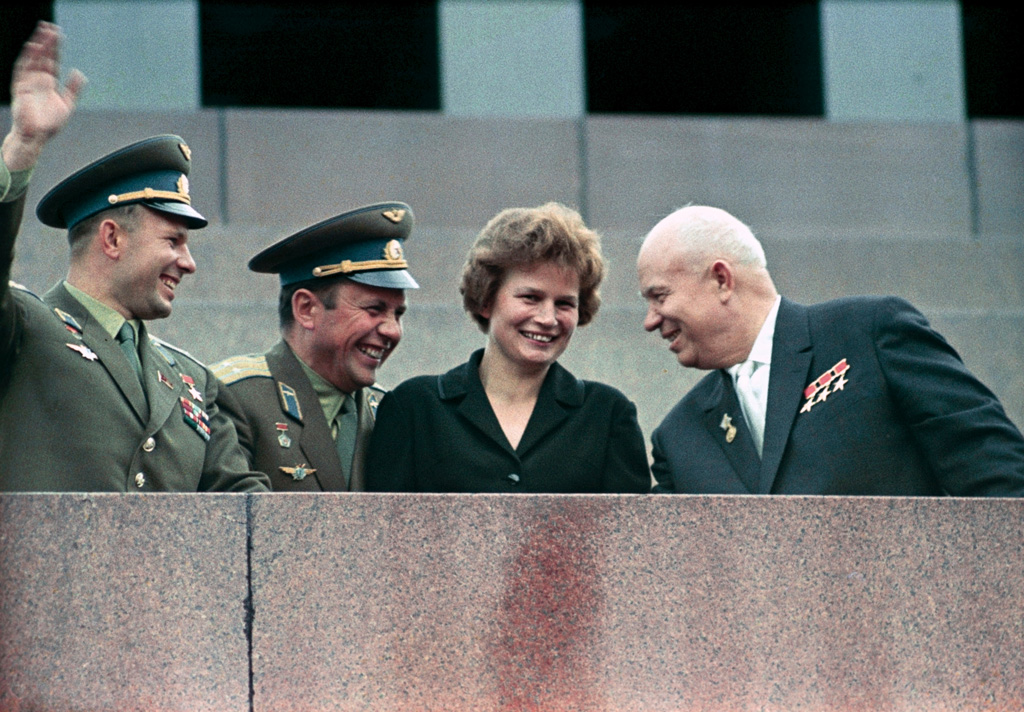
レーニン廟の壇上で宇宙飛行士（左から、ガガーリン、ポポーヴィチ、テレシコワ）と談笑するフルシチョフ、1963年。
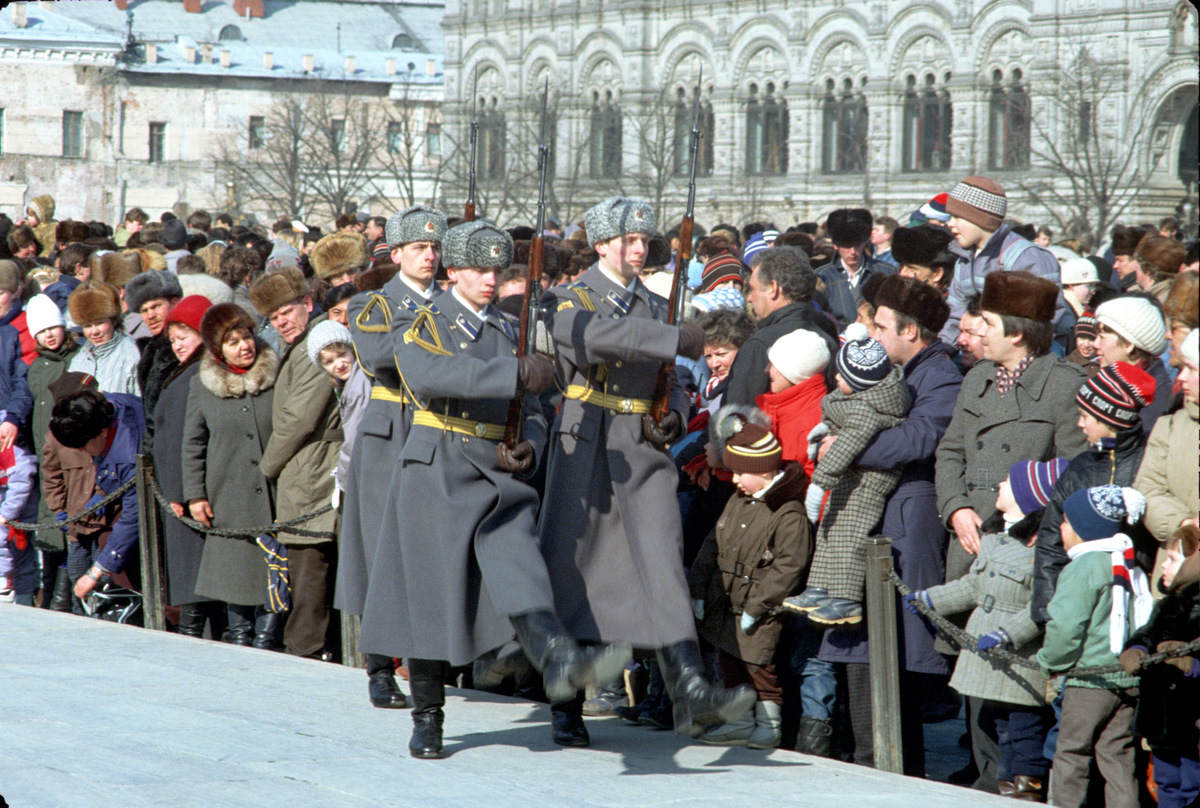
レーニン廟におけるクレムリン連隊時代の衛兵。（1990年）
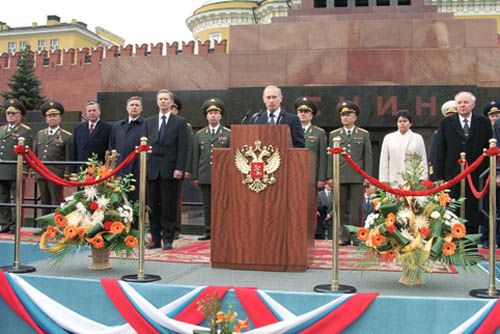
レーニン廟前で演説するプーチン大統領、2001年。

## 派生霊廟
レーニン廟の影響をうけ、いくつかの共産主義国家などで指導者の遺体が永久保存処理され、これを安置する廟がつくられている。エンバーミング#エンバーミングされた著名人も参照。
現在も設置されているもの
- ベトナム - ホー・チ・ミン廟(1975年築)
- 中国 - 毛主席紀念堂(1977年築)
- 北朝鮮 - 錦繍山太陽宮殿(1997年築、2012年改称)
- キューバ - チェ・ゲバラ霊廟(1997年築) チェ・ゲバラが1967年にボリビアで戦死したため、例外的に遺体そのものを欠いた形で出発した。他の施設が首都の中心部に建てられたのに対し、ゲバラゆかりの地サンタ・クララに建てられた点も独特である。その後1997年にゲバラの遺骨がボリビアから返還され、これが納められた。

現在は撤去されたもの
- モンゴル人民共和国 - スフバートル廟(1930年代築、2004年遺体撤去、2005年施設解体)
- ブルガリア人民共和国 - ディミトロフ廟(1949年築、1990年遺体撤去、1999年施設解体)
- チェコスロバキア - ゴットワルト廟  1962年遺体撤去

今日、観光客がレーニン廟内を訪れる際、敬意を示さなければならない他、写真撮影、会話、喫煙、手をポケットに入れる事、帽子を被る事は禁じられている。